# Liste der denkmalgeschützten Objekte in Grünburg
Die Liste der denkmalgeschützten Objekte in Grünburg enthält die 39 denkmalgeschützten, unbeweglichen Objekte in Grünburg.

## Denkmäler
| Foto |                 | Denkmal                                                                                        | Standort                                                    | Beschreibung | Metadaten |
| ---- | --------------- | ---------------------------------------------------------------------------------------------- | ----------------------------------------------------------- | --- | --- |
| ja   | Datei hochladen | Kath. Pfarrkirche hl. Stephan HERIS-ID: 52238 Objekt-ID: 58826                                 | Hambaumstraße 2 Standort KG: Leonstein                      | Die Herren von Rohr erbauten die Kirche um 1320 im romanischen Stil. Die erste urkundliche Erwähnung stammt von 1367. Das Gebäude wurde im Laufe der Jahrhunderte mehrfach umgebaut (u. a. barockisiert), die letzte Renovierung war 1995. Das Kirchenschiff ist innen 18 m lang und 7,5 m breit, der Chor 3 m lang. Der markanteste Teil ist der 30 m hohe, 6 m lange und 5,5 m breite Turm. Dieser dürfte als Wehr- und Wohnturm bereits vor dem Bau der Kirche bestanden haben. | BDA-Hist.: Q23541730 Status: § 2a Stand der BDA-Liste: 2025-06-30 Name: Kath. Pfarrkirche hl. Stephan GstNr.: .97 Pfarrkirche Leonstein                                              |
| ja   | Datei hochladen | Friedhof und Karner HERIS-ID: 90801 Objekt-ID: 105506                                          | bei Hambaumstraße 2 Standort KG: Leonstein                  | | BDA-Hist.: Q37749695 Status: § 2a Stand der BDA-Liste: 2025-06-30 Name: Friedhof und Karner GstNr.: 533, .97 Pfarrkirche Leonstein (cemetery)                                        |
| ja   | Datei hochladen | Bauernhof, Hasengütl HERIS-ID: 38057 Objekt-ID: 37560                                          | Heindlmühlstraße 1 Standort KG: Leonstein                   | Eine Urkunde nennt den Hof bereits 1577. Die Sgraffiti aus dem 17. Jahrhundert wurden bei einer Renovierung 1960 wieder freigelegt. | BDA-Hist.: Q37978666 Status: Bescheid Stand der BDA-Liste: 2025-06-30 Name: Bauernhof, Hasengütl GstNr.: .23 Hasengütl                                                               |
| ja   | Datei hochladen | Pfarrhof HERIS-ID: 52239 Objekt-ID: 58827                                                      | Kirchenweg 6 Standort KG: Leonstein                         | | BDA-Hist.: Q38050111 Status: § 2a Stand der BDA-Liste: 2025-06-30 Name: Pfarrhof GstNr.: .95/1 Pfarrhof Leonstein                                                                    |
| ja   | Datei hochladen | Sog. alte Römerbrücke HERIS-ID: 89866 Objekt-ID: 104527                                        | Priethal Standort KG: Leonstein                             | Die alte Landstraße durch das Steyrtal führte hier über den Schmiedleitner Bach. Die bestehende Brücke wurde 1787 als Bogenbrücke in Stein erneuert. Sie verlor nach dem Bau einer stählernen Straßenbrücke im Jahre 1876 hoch über dem Talgrund ihre Bedeutung. 1955 wurde die Stahlbrücke durch eine Stahlbetonbrücke ersetzt. | BDA-Hist.: Q37743326 Status: § 2a Stand der BDA-Liste: 2025-06-30 Name: Sog. alte Römerbrücke GstNr.: 1477/1, 1478/2 Alte Römerbrücke (Priethal, Grünburg)                           |
| ja   | Datei hochladen | Scheune, sog. Scheibenhütte (Scheiterhütte) HERIS-ID: 18672 Objekt-ID: 14966                   | Schmiedleiten Standort KG: Leonstein                        | Die Scheiterhütte wurde wegen der Brandgefahr in einiger Entfernung zu den Gebäuden der Sensenschmiede gebaut. | BDA-Hist.: Q64512791 Status: Bescheid Stand der BDA-Liste: 2025-06-30 Name: Scheune, sog. Scheibenhütte GstNr.: 52                                                                   |
| ja   | Datei hochladen | Ehem. Eisenbahnbrücke, heute Radweg, sog. Tiefengrabenbrücke HERIS-ID: 97999 Objekt-ID: 113872 | Steyrdurchbruch Standort KG: Leonstein                      | Die ehemalige Eisenbahnbrücke der Steyrtalbahn über den Tiefengraben bei Steyrdurchbruch wird heute vom Steyrtalradweg genutzt. Sie wurde 1908 errichtet und 1991 restauriert. Die Spannweite beträgt 80 m, die lichte Höhe 40 m. Die Brücke verbindet die Gemeinden Grünburg und Micheldorf. | BDA-Hist.: Q37771013 Status: § 2a Stand der BDA-Liste: 2025-06-30 Name: Ehem. Eisenbahnbrücke, heute Radweg, sog. Tiefengrabenbrücke GstNr.: 1500/5, 1500/4 Tiefengrabenbrücke       |
| ja   | Datei hochladen | Ehem. Eisenbahnbrücke, heute Radweg, sog. Plangrabenbrücke HERIS-ID: 98000 Objekt-ID: 113873   | Steyrdurchbruch Standort KG: Leonstein                      | Die ehemalige Eisenbahnbrücke über den Plangraben nahe Steyrdurchbruch wird heute vom Steyrtalradweg genutzt. Sie wurde 1908 errichtet und 1991 restauriert. Die Spannweite beträgt 51 m, die lichte Höhe 22 m. | BDA-Hist.: Q37771024 Status: § 2a Stand der BDA-Liste: 2025-06-30 Name: Ehem. Eisenbahnbrücke, heute Radweg, sog. Plangrabenbrücke GstNr.: 1500/1 Plangrabenbrücke                   |
| ja   | Datei hochladen | Fabriksanlage Haunoldmühle HERIS-ID: 65475 Objekt-ID: 78318seit 2017                           | Haunoldmühle 1a Standort KG: Obergrünburg                   | Die Fabriksanlage wurde 1907/1908 als Pappenfabrik errichtet. Im 16. Jahrhundert stand an dieser Stelle eine Säge- und Getreidemühle die im 19. Jahrhundert in ein Blechwalzwerk umgebaut wurde. | BDA-Hist.: Q38110489 Status: Bescheid Stand der BDA-Liste: 2025-06-30 Name: Fabriksanlage Haunoldmühle GstNr.: .28, .144, 67, .145 Haunoldmühle                                      |
| ja   | Datei hochladen | Wohnhaus HERIS-ID: 98003 Objekt-ID: 113876                                                     | Kirchenstraße 9 Standort KG: Obergrünburg                   | | BDA-Hist.: Q37771044 Status: § 2a Stand der BDA-Liste: 2025-06-30 Name: Wohnhaus GstNr.: .2                                                                                          |
| ja   | Datei hochladen | Kath. Pfarrkirche hl. Georg mit ehem. Friedhof HERIS-ID: 52441 Objekt-ID: 59240                | Kirchenstraße 10 Standort KG: Obergrünburg                  | Die Pfarrkirche hat einen Westturm mit einem barocken Zwiebelhelm, ein einschiffiges Langhaus und einen eingezogenen, dreijochigen Chor mit Dreiachtelschluss. Langhaus und Chor werden von Netzrippengewölben überspannt. Der Altäre sind neugotisch, die Kanzel ist um 1770 entstanden. In der nördlichen Kapelle steht ein guter Tabernakelaltar mit einer bemerkenswerten Kreuzgruppe aus dem dritten Viertel des 18. Jahrhunderts. | BDA-Hist.: Q23541674 Status: § 2a Stand der BDA-Liste: 2025-06-30 Name: Kath. Pfarrkirche hl. Georg mit ehem. Friedhof GstNr.: .5, 6 Pfarrkirche Grünburg                            |
| ja   | Datei hochladen | Schloss Leonstein HERIS-ID: 90806 Objekt-ID: 105511                                            | Leonsteinerstraße 38 Standort KG: Obergrünburg              | Das Schloss geht auf einen 1397 von Wilhelm von Rohr errichteten Bauhof zurück. Die späteren Besitzer aus dem Geschlecht der Zelkinger formten daraus das Talschloss Feichta. Sein heutiges barockes Erscheinungsbild erhielt es 1724 durch die Salburger, die es in Neu-Leonstein umbenannten. Seit 1945 beherbergt es ein Landeskinderheim. Die originale Inneneinrichtung ist verloren. | BDA-Hist.: Q1422664 Status: § 2a Stand der BDA-Liste: 2025-06-30 Name: Schloss Leonstein GstNr.: .93, .94 Schloss Leonstein (Upper Austria)                                          |
| ja   | Datei hochladen | Burgruine Leonstein HERIS-ID: 98084 Objekt-ID: 113962                                          | Leonsteinerstraße 39, in der Nähe Standort KG: Obergrünburg | Die Burg entstand vermutlich um 900 und wurde 1140 urkundlich erwähnt. Einige Mauerreste, ein Torbogen und ein Durchgang sind die letzten sichtbaren Zeugen ihres Bestandes. | BDA-Hist.: Q14906509 Status: § 2a Stand der BDA-Liste: 2025-06-30 Name: Burgruine Leonstein GstNr.: 281 Burgruine Leonstein (Upper Austria)                                          |
| ja   | Datei hochladen | Bauernhof, Holzleiten, Hoisleiten HERIS-ID: 18664 Objekt-ID: 14958                             | Mairberg 25 Standort KG: Obergrünburg                       | Hinsichtlich der Nahrungsmittelversorgung war die Sensenschmiede in der Schmiedleithen ein weitgehend autarker Betrieb. Die Hoisleithen war der landwirtschaftliche Betrieb des Unternehmens. | BDA-Hist.: Q64512783 Status: Bescheid Stand der BDA-Liste: 2025-06-30 Name: Bauernhof, Holzleiten, Hoisleiten GstNr.: .111 Bauernhof Hoisleiten (Ensemble Schmiedleithen)            |
| ja   | Datei hochladen | Kuhstall HERIS-ID: 18665 Objekt-ID: 14959                                                      | Schmiedleiten 7 Standort KG: Obergrünburg                   | Der Kuhstall der Schmiedleithen wurde 1891 erbaut und war in seiner Zeit ein Musterbetrieb der Viehhaltung. Im Obergeschoß befand sich auch eine Unterkunft für den Melker der die 25 Kühe zu betreuen hatte. | BDA-Hist.: Q64512785 Status: Bescheid Stand der BDA-Liste: 2025-06-30 Name: Kuhstall GstNr.: .104 Kuhstall (Ensemble Schmiedleithen)                                                 |
| ja   | Datei hochladen | Salettl und Brunnen HERIS-ID: 18673 Objekt-ID: 14967                                           | gegenüber Schmiedleiten 11 Standort KG: Obergrünburg        | Das Salettl ist ein kleiner Anbau an das Schmiedhaus, der Unterkunft der Schmiedearbeiter. Es befindet sich zusammen mit einem Brunnen in einem kleinen Park gegenüber dem alten Herrenhaus. | BDA-Hist.: Q64512792 Status: Bescheid Stand der BDA-Liste: 2025-06-30 Name: Salettl und Brunnen GstNr.: 401/2 Salettl und Brunnen (Ensemble Schmiedleithen)                          |
| ja   | Datei hochladen | Wagenremise HERIS-ID: 18669 Objekt-ID: 14963                                                   | bei Schmiedleiten 10 Standort KG: Obergrünburg              | Die Wagenhütte beherbergte den Fuhrpark der Schmiede und wird als Garage benützt. | BDA-Hist.: Q64512789 Status: Bescheid Stand der BDA-Liste: 2025-06-30 Name: Wagenremise GstNr.: .113/2                                                                               |
| BW   | Datei hochladen | Holzschuppen HERIS-ID: 18670 Objekt-ID: 14964                                                  | Schmiedleiten Standort KG: Obergrünburg                     | Die Ständerkonstruktion mit laubenartig geöffneten Giebelseiten hat zur verbesserten Luftdurchlässigkeit eine auf Abstand gesetzte Verbretterung. Anmerkung: Koordinaten näherungsweise[veraltet] | BDA-Hist.: Q37845507 Status: Bescheid Stand der BDA-Liste: 2025-06-30 Name: Holzschuppen GstNr.: 403/1                                                                               |
| ja   | Datei hochladen | Reiberhütte HERIS-ID: 18671 Objekt-ID: 14965                                                   | gegenüber Schmiedleiten 9 Standort KG: Obergrünburg         | In der Reiberhütte befand sich einst eine Getreidemühle der Schmiede. | BDA-Hist.: Q64512790 Status: Bescheid Stand der BDA-Liste: 2025-06-30 Name: Reiberhütte GstNr.: .113/4                                                                               |
| ja   | Datei hochladen | Kohlbarren HERIS-ID: 18662 Objekt-ID: 14956                                                    | Schmiedleiten 9 Standort KG: Obergrünburg                   | Im Kohlbarren lagerten bis zu 700 m³ Holzkohle. Das war der Bedarf der Schmiede für ein halbes Jahr. | BDA-Hist.: Q64512780 Status: Bescheid Stand der BDA-Liste: 2025-06-30 Name: Kohlbarren GstNr.: .113/8 Kohlbarren (Ensemble Schmiedleithen)                                           |
| ja   | Datei hochladen | Wohnhaus, Kutscherhäusel HERIS-ID: 18668 Objekt-ID: 14962                                      | Schmiedleiten 5 Standort KG: Obergrünburg                   | | BDA-Hist.: Q37845491 Status: Bescheid Stand der BDA-Liste: 2025-06-30 Name: Wohnhaus, Kutscherhäusel GstNr.: .102                                                                    |
| ja   | Datei hochladen | Wohnhaus, sog. Gärtner- oder Platzerhäusel HERIS-ID: 18667 Objekt-ID: 14961                    | Schmiedleiten 6 Standort KG: Obergrünburg                   | Das Gärtnerhäusl war die Unterkunft für den Gärtner, die Köchinnen und andere Bedienstete der Familie des Gewerken. | BDA-Hist.: Q64512788 Status: Bescheid Stand der BDA-Liste: 2025-06-30 Name: Wohnhaus, sog. Gärtner- oder Platzerhäusel GstNr.: .103 Gärtnerhäusl (Ensemble Schmiedleithen)           |
| ja   | Datei hochladen | Wohnhaus, sog. Helm- oder Hütterhäusl HERIS-ID: 18666 Objekt-ID: 14960                         | Schmiedleiten 7 Standort KG: Obergrünburg                   | Das Helmhäusl ist mit 1799 bezeichnet. Die Bezeichnung stammt von den Namen früherer Bewohner ab. | BDA-Hist.: Q64512787 Status: Bescheid Stand der BDA-Liste: 2025-06-30 Name: Wohnhaus, sog. Helm- oder Hütterhäusl GstNr.: .105/1, .105/2 Helmhäusl (Ensemble Schmiedleithen)         |
| ja   | Datei hochladen | Neues Herrenhaus HERIS-ID: 18619 Objekt-ID: 14913                                              | Schmiedleiten 8 Standort KG: Obergrünburg                   | Das neue Herrenhaus wurde 1886 unter Ludwig Zeitlinger fertiggestellt. Es steht auf erhöhter Position über dem Herrschaftsgarten. | BDA-Hist.: Q64512771 Status: Bescheid Stand der BDA-Liste: 2025-06-30 Name: Neues Herrenhaus GstNr.: .106/1 Neues Herrenhaus (Ensemble Schmiedleithen)                               |
| ja   | Datei hochladen | Industriemühle, sog. Mühlhäusl HERIS-ID: 18623 Objekt-ID: 14917                                | Schmiedleiten 8, in der Nähe Standort KG: Obergrünburg      | Zuerst als Mühle errichtet, beherbergte dieser Bau auch die Tischlerei und die Glaserei des Betriebes. | BDA-Hist.: Q64512775 Status: Bescheid Stand der BDA-Liste: 2025-06-30 Name: Industriemühle, sog. Mühlhäusl GstNr.: .107 Mühlhäusl (Ensemble Schmiedleithen)                          |
| ja   | Datei hochladen | Presshaus, Mostkeller und Veranda HERIS-ID: 18620 Objekt-ID: 14914                             | bei Schmiedleiten 8 Standort KG: Obergrünburg               | Das Presshaus mit dem Eiskeller neben dem Neuen Herrenhaus entstand 1892. Es diente der Herstellung und Lagerung von Obstmost. | BDA-Hist.: Q64512772 Status: Bescheid Stand der BDA-Liste: 2025-06-30 Name: Presshaus, Mostkeller und Veranda GstNr.: .129 Eiskeller und Mostpresse (Ensemble Schmiedleithen)        |
| ja   | Datei hochladen | Glashaus, Gärtnerei HERIS-ID: 18621 Objekt-ID: 14915                                           | bei Schmiedleiten 8 Standort KG: Obergrünburg               | Im Herrenschaftsgarten wurde neben dem Gemüse auch Blumen, Kräuter und Beeren angepflanzt. In der Mitte befindet sich ein Brunnen. Im beheizbaren Glashaus wuchsen auch Zitrusfrüchte und Pflanzen, die die Gewerken von ihren Reisen in den Süden mitbrachten. | BDA-Hist.: Q64512773 Status: Bescheid Stand der BDA-Liste: 2025-06-30 Name: Glashaus, Gärtnerei GstNr.: .106/2, 395/3 Herrschaftsgarten (Ensemble Schmiedleithen)                    |
| ja   | Datei hochladen | Schmiedhaus HERIS-ID: 18624 Objekt-ID: 14918                                                   | Schmiedleiten 10 Standort KG: Obergrünburg                  | Die Arbeiter des Sensenwerkes wohnten im Schmiedhaus. Im Betrieb waren ca. 100 Personen beschäftigt. Die Schmiedstube im Erdgeschoß war der Speise- und Aufenthaltsraum. Alle Bediensteten der Schmiede wurden hier verköstigt. Ein Großteil von ihnen wohnte auch im Schmiedhaus. | BDA-Hist.: Q64512776 Status: Bescheid Stand der BDA-Liste: 2025-06-30 Name: Schmiedhaus GstNr.: .113/1 Schmiedhaus (Ensemble Schmiedleithen)                                         |
| ja   | Datei hochladen | Altes Herrenhaus HERIS-ID: 18617 Objekt-ID: 14911                                              | Schmiedleiten 11 Standort KG: Obergrünburg                  | Das alte Herrenhaus ist im Kern das älteste Gebäude der Schmiedleithen. Es wurde 1603 erstmals genannt und immer weiter ausgebaut. Das klassizistisch-biedermeierliche Aussehen beruht im Wesentlichen auf die Adaptierungen im 19. Jahrhundert durch die Gewerken Gottlieb Hierzenberger und Ludwig Zeitlinger. Die Terracottareliefs von Hans Pontiller in den Fensterlünetten und über dem Portal wurden 1920 angebracht. | BDA-Hist.: Q64512769 Status: Bescheid Stand der BDA-Liste: 2025-06-30 Name: Altes Herrenhaus GstNr.: .110/1 Altes Herrenhaus (Ensemble Schmiedleithen)                               |
| ja   | Datei hochladen | Schmiedehammer, Alter Hammer HERIS-ID: 18660 Objekt-ID: 14954                                  | bei Schmiedleiten 11 Standort KG: Obergrünburg              | Der alte Hammer war im Zentrum der Anlage. Über Transmissionswellen wurden die Schwanzhämmer und sonstigen Aggregate der Schmiede angetrieben. Nach dem Niedergang der Schmiede wollte man die Halle in einen Konzertsaal umbauen. Dieser Plan wurde aber nicht vollständig umgesetzt. | BDA-Hist.: Q64512778 Status: Bescheid Stand der BDA-Liste: 2025-06-30 Name: Schmiedehammer, Alter Hammer GstNr.: .113/5 Hammer (Ensemble Schmiedleithen)                             |
| ja   | Datei hochladen | Wirtschaftsgebäude und Rossstall HERIS-ID: 18622 Objekt-ID: 14916                              | bei Schmiedleiten 11 Standort KG: Obergrünburg              | Über den Stallungen für Pferde, Ochsen und Schweine hatte sich der letzte Gewerke Rudolf Zeitlinger ein richtiges Fitness-Center eingerichtet. | BDA-Hist.: Q64512774 Status: Bescheid Stand der BDA-Liste: 2025-06-30 Name: Wirtschaftsgebäude und Rossstall GstNr.: .109 Wirtschaftsgebäude und Rossstall (Ensemble Schmiedleithen) |
| ja   | Datei hochladen | Wohnhaus, Nebengebäude HERIS-ID: 18618 Objekt-ID: 14912                                        | bei Schmiedleiten 11 Standort KG: Obergrünburg              | Mit dem Bau des Nebengebäudes schuf man im 19. Jahrhundert Platz für die wachsende Familie der Gewerken. | BDA-Hist.: Q64512770 Status: Bescheid Stand der BDA-Liste: 2025-06-30 Name: Wohnhaus, Nebengebäude GstNr.: .110/2                                                                    |
| ja   | Datei hochladen | Kramgebäude HERIS-ID: 18661 Objekt-ID: 14955                                                   | Schmiedleiten 12 Standort KG: Obergrünburg                  | In der Kram erhielten die Sensen ihre Bemalung und wurden versandfertig gemacht. Die Verpackung erfolgte unter anderem auch in Holzfässern. Von hier gingen die Produkte des Werkes in die ganze Welt. | BDA-Hist.: Q64512779 Status: Bescheid Stand der BDA-Liste: 2025-06-30 Name: Kramgebäude GstNr.: .113/6 Kram (Ensemble Schmiedleithen)                                                |
| ja   | Datei hochladen | Magazin HERIS-ID: 18663 Objekt-ID: 14957                                                       | Schmiedleiten 13 Standort KG: Obergrünburg                  | Das Magazin war das Lager für die fertigen Waren. | BDA-Hist.: Q64512781 Status: Bescheid Stand der BDA-Liste: 2025-06-30 Name: Magazin GstNr.: .136                                                                                     |
| ja   | Datei hochladen | Obergrünburger Schulkapelle HERIS-ID: 89878 Objekt-ID: 104540                                  | bei Schulstraße 9 Standort KG: Obergrünburg                 | | BDA-Hist.: Q37743451 Status: § 2a Stand der BDA-Liste: 2025-06-30 Name: Obergrünburger Schulkapelle GstNr.: 458/2                                                                    |
| ja   | Datei hochladen | Pfarrhof, Altbau HERIS-ID: 89875 Objekt-ID: 104537                                             | Schulstraße 31 Standort KG: Obergrünburg                    | | BDA-Hist.: Q37743390 Status: § 2a Stand der BDA-Liste: 2025-06-30 Name: Pfarrhof, Altbau GstNr.: .15                                                                                 |
| ja   | Datei hochladen | Kapelle HERIS-ID: 89865 Objekt-ID: 104526                                                      | gegenüber Pernzellerstraße 7 Standort KG: Pernzell          | | BDA-Hist.: Q37743295 Status: § 2a Stand der BDA-Liste: 2025-06-30 Name: Kapelle GstNr.: .70                                                                                          |
| ja   | Datei hochladen | Polizei HERIS-ID: 89896 Objekt-ID: 104558                                                      | Hauptstraße 31 Standort KG: Untergrünburg                   | | BDA-Hist.: Q37743500 Status: § 2a Stand der BDA-Liste: 2025-06-30 Name: Polizei GstNr.: .95 Altes Gemeindeamt Grünburg                                                               |
| ja   | Datei hochladen | Bauernhof, Großpreissenlehen, sog. Messerer-Verlegerhaus HERIS-ID: 38763 Objekt-ID: 38360      | Schieferstraße 1 Standort KG: Untergrünburg                 | Der Straßenseite des Großpreissenlehens ist in fünf Achsen gegliedert. Das Untergeschoß ist genutet. Die Fensteröffnungen sind vergittert, wobei diese Gitter aus Schmiedeeisen in der Laibung befestigt sind und nicht hervortreten. Über dem Eingang befindet sich ein Gemälde mit der Darstellung eines Gnadenstuhls. Dieses Bild geht über die Geschoßebene hinaus. Das Obergeschoß ist durch Pilaster gegliedert. Die Fensterfaschen sind mit Ornamenten bekrönt. Die Fenster im Obergeschoß sind mit bemerkenswerten, kunstvoll gestalteten Korbgittern ausgestattet. Das Haus war früher im Besitz von Messerer-Verlegern. Die Verleger waren Zwischenhändler für die von den Messerern hergestellten Waren. | BDA-Hist.: Q37983750 Status: Bescheid Stand der BDA-Liste: 2025-06-30 Name: Bauernhof, Großpreissenlehen, sog. Messerer-Verlegerhaus GstNr.: .134                                    |